# Browningia pilleifera
Browningia pilleifera là một loài thực vật có hoa trong họ Cactaceae. Loài này được (F.Ritter) Hutchison mô tả khoa học đầu tiên năm 1968.